# Казенчик
Казе́нчик (рос. Казёнчик) — село складі Наровчатського району Пензенської області, Росія.
Населення — 4 особи (2010; 25 у 2002).
Національний склад станом на 2002 рік:
- росіяни — 100 %